# Pseudolarentia bitrita
Pseudolarentia bitrita är en fjärilsart som beskrevs av Felder 1875. Pseudolarentia bitrita ingår i släktet Pseudolarentia och familjen mätare. Inga underarter finns listade.